# Love Runs Out
Love Runs Out is een nummer van de Amerikaanse poprockband OneRepublic uit 2014. Het is de vijfde single van hun derde studioalbum Native.

## Achtergrondinformatie
"Love Runs Out" zou eigenlijk de eerste single van het album "Native" worden, maar daar werd vanaf gezien omdat het nummer lange tijd geen refrein had. Toen bassist Brent Kutzle met het idee kwam om het nummer verder af te maken, kreeg het toch een refrein en werd het uitgebracht op de deluxe editie van het album. Volgens Ryan Tedder duurde het een jaar voordat de plaat af was naar tevredenheid. De tekst van het nummer gaat over de moeite en inspanningen die de liedverteller bereid is te doen om zijn relatie in stand te houden.
Het nummer werd in diverse landen een hit. Zo bereikte het de 15e positie in de Amerikaanse Billboard Hot 100. In het Nederlandse taalgebied was het succes kleiner; met een 29e positie in de Nederlandse Top 40, en een 33e positie in de Vlaamse Ultratop 50.

## Tracklijst
- Muziekdownload

1. "Love Runs Out" – 3:44

- Cd-single

1. "Love Runs Out" – 3:44
2. "Counting Stars" (Mico C remix edit) – 3:18

- Muziekdownload – remixen

1. "Love Runs Out" (Passion Pit Remix) – 5:00
2. "Love Runs Out" (Grabbitz Remix) – 3:19
3. "Love Runs Out" (Disciples Remix) – 4:59